# Alessandro Florenzi
Alessandro Florenzi (Rome, 11 maart 1991) is een Italiaans voetballer die doorgaans speelt als rechtsback. Hij stroomde in 2010 door vanuit de jeugd van AS Roma. In 2012 debuteerde Florenzi in het Italiaans voetbalelftal.

## Clubcarrière
Florenzi speelde in de jeugd van Atletico Acilia en Lodigiani. In 2002 sloot hij zich aan bij de jeugdopleiding van AS Roma. Zijn debuut in het eerste elftal maakte hij op 22 mei 2011, toen in eigen huis met 3–1 gewonnen werd van Sampdoria. Drie minuten voor het einde van de wedstrijd liet coach Vincenzo Montella hem invallen voor Francesco Totti, die met één doelpunt en twee assists betrokken was geweest bij alle drie de doelpunten van Roma. In de zomer van 2011 werd hij voor één seizoen op huurbasis gestald bij Crotone, dat uitkwam in de Serie B. Voor Crotone debuteerde de middenvelder op 27 augustus 2011, toen met 1–2 verloren werd van Livorno. Tijdens dit duel tekende de Italiaan ook direct voor zijn eerste doelpunt in het professionele voetbal. In het seizoen 2011/12 kwam Florenzi uiteindelijk tot elf doelpunten in vijfendertig competitiewedstrijden. Na het ene seizoen betaalde Crotone circa een kwart miljoen euro om Florenzi over te nemen. Nog geen maand later betaalde AS Roma het vijfvoudige om zich opnieuw te verzekeren van de diensten van Florenzi. Die verklaarde later graag terug te keren naar Rome, waar hij indruk wilde maken.
Na zijn terugkeer, mocht Florenzi op 2 september 2012 voor het eerst in de basis beginnen bij AS Roma. Op bezoek bij Internazionale mocht hij van Zdeněk Zeman op een middenrif met Daniele De Rossi en Panagiotis Tachtsidis beginnen. Na vijftien minuten wist hij de score te openen, op aangeven van Totti. Antonio Cassano maakte net voor rust gelijk en Pablo Osvaldo en Marquinho haalden de overwinning voor Roma binnen. In januari 2015 verlengde Florenzi zijn contract bij AS Roma tot medio 2019. Op 16 september 2015 maakte Florenzi een doelpunt in de UEFA Champions League door de bal vanaf de middellijn over Marc-André ter Stegen, de doelman van Barcelona heen te schieten. De ploegen speelden uiteindelijk met 1–1 gelijk. Dit doelpunt werd in november genomineerd voor de FIFA Ferenc Puskás Award. Florenzi's doelpunt werd uiteindelijk derde in deze verkiezing, achter doelpunten van Wendell Lira en Lionel Messi.

## Clubstatistieken
| Seizoen | Club                  | Competitie | Competitie | Competitie | Beker | Beker | Internationaal | Internationaal | Totaal | Totaal |
| Seizoen | Club                  | Competitie | Wed.       | Dlp.       | Wed.  | Dlp.  | Wed.           | Dlp.           | Wed.   | Dlp.   |
| ------- | --------------------- | ---------- | ---------- | ---------- | ----- | ----- | -------------- | -------------- | ------ | ------ |
| 2010/11 | AS Roma               | Serie A    | 1          | 0          | 0     | 0     | —              | —              | 1      | 0      |
| 2011/12 | → Crotone             | Serie B    | 35         | 11         | 2     | 0     | —              | —              | 37     | 11     |
| 2012/13 | AS Roma               | Serie A    | 36         | 3          | 3     | 1     | —              | —              | 39     | 4      |
| 2013/14 | AS Roma               | Serie A    | 38         | 6          | 4     | 0     | —              | —              | 42     | 6      |
| 2014/15 | AS Roma               | Serie A    | 35         | 5          | 1     | 0     | 9              | 0              | 45     | 5      |
| 2015/16 | AS Roma               | Serie A    | 33         | 7          | 1     | 0     | 8              | 1              | 42     | 8      |
| 2016/17 | AS Roma               | Serie A    | 9          | 0          | 0     | 0     | 4              | 1              | 13     | 1      |
| 2017/18 | AS Roma               | Serie A    | 32         | 1          | 0     | 0     | 10             | 0              | 42     | 1      |
| 2018/19 | AS Roma               | Serie A    | 29         | 3          | 1     | 0     | 8              | 0              | 38     | 3      |
| 2019/20 | AS Roma               | Serie A    | 14         | 0          | 2     | 0     | 2              | 0              | 18     | 0      |
| 2019/20 | → Valencia CF         | La Liga    | 12         | 0          | 1     | 0     | 1              | 0              | 14     | 0      |
| 2020/21 | → Paris Saint-Germain | Ligue 1    | 8          | 2          | 0     | 0     | 4              | 0              | 12     | 2      |
| 2021/22 | → AC Milan            | Serie A    | 0          | 0          | 0     | 0     | 0              | 0              | 0      | 0      |
| Totaal  | Totaal                | Totaal     | 282        | 38         | 15    | 1     | 46             | 2              | 343    | 41     |

Bijgewerkt tot en met het seizoen 2019/20.

## Interlandcarrière
Op 6 september 2011 maakte Florenzi zijn debuut voor Italië –21. Uiteindelijk kwam de middenvelder voor achttien optredens namens de Italiaanse beloften, voor wie hij vijf doelpunten wist te maken. Op 14 november 2012 debuteerde hij voor Italië in de oefeninterland tegen Frankrijk, dat met 1–2 won in het Stadio Ennio Tardini in Parma. Florenzi viel in die wedstrijd na vijftig minuten in voor Riccardo Montolivo (AC Milan). In de zomer van 2013 werd Florenzi opgenomen in de selectie van Italië –21 voor het EK –21 in Israël. De Italianen wisten de finale te halen, waarin Spanje te sterk bleek. Florenzi speelde in alle zes de wedstrijden mee. Tegen het gastland (4–0) maakte de middenvelder de vierde treffer, nadat Riccardo Saponara en Manolo Gabbiadini (tweemaal) al doel getroffen hadden. Op 15 oktober 2013 tekende Florenzi voor zijn eerste interlanddoelpunt, toen met 2–2 gelijkgespeeld werd tegen Armenië. Na vierentwintig minuten maakte hij de gelijkmaker, nadat Joera Movsisjan de 0–1 had gemaakt. Na de goal van Florenzi scoorden ook Henrikh Mkhitarian en Mario Balotelli. Bondscoach Cesare Prandelli nam de middenvelder niet op in zijn selectie voor het WK 2014. Zijn opvolger, Antonio Conte, nam hem op 23 mei 2016 wel op in de selectie voor het Europees kampioenschap voetbal 2016 in Frankrijk. Italië werd in de kwartfinale na strafschoppen uitgeschakeld door Duitsland.
| Interlands van Alessandro Florenzi voor Italië | Interlands van Alessandro Florenzi voor Italië | Interlands van Alessandro Florenzi voor Italië | Interlands van Alessandro Florenzi voor Italië | Interlands van Alessandro Florenzi voor Italië | Interlands van Alessandro Florenzi voor Italië |
| №                                              | Datum                                          | Wedstrijd                                      | Uitslag                                        | Competitie                                     | Goals                                          |
| Als speler bij AS Roma                         | Als speler bij AS Roma                         | Als speler bij AS Roma                         | Als speler bij AS Roma                         | Als speler bij AS Roma                         | Als speler bij AS Roma                         |
| ---------------------------------------------- | ---------------------------------------------- | ---------------------------------------------- | ---------------------------------------------- | ---------------------------------------------- | ---------------------------------------------- |
| 1.                                             | 14 november 2012                               | Italië – Frankrijk                             | 1 – 2                                          | Vriendschappelijk                              |                                                |
| 2.                                             | 6 februari 2013                                | Nederland – Italië                             | 1 – 1                                          | Vriendschappelijk                              |                                                |
| 3.                                             | 14 augustus 2013                               | Italië – Argentinië                            | 1 – 2                                          | Vriendschappelijk                              |                                                |
| 4.                                             | 15 oktober 2013                                | Italië – Armenië                               | 2 – 2                                          | Kwalificatie WK 2014                           | 24'                                            |
| 5.                                             | 9 september 2014                               | Noorwegen – Italië                             | 0 – 2                                          | Kwalificatie EK 2016                           |                                                |
| 6.                                             | 10 oktober 2014                                | Italië – Azerbeidzjan                          | 2 – 1                                          | Kwalificatie EK 2016                           |                                                |
| 7.                                             | 13 oktober 2014                                | Malta – Italië                                 | 0 – 1                                          | Kwalificatie EK 2016                           |                                                |
| 8.                                             | 31 maart 2015                                  | Italië – Engeland                              | 1 – 1                                          | Vriendschappelijk                              |                                                |
| 9.                                             | 6 september 2015                               | Italië – Bulgarije                             | 1 – 0                                          | Kwalificatie EK 2016                           |                                                |
| 10.                                            | 10 oktober 2015                                | Azerbeidzjan – Italië                          | 1 – 3                                          | Kwalificatie EK 2016                           |                                                |
| 11.                                            | 13 oktober 2015                                | Italië – Noorwegen                             | 2 – 1                                          | Kwalificatie EK 2016                           | 73'                                            |
| 12.                                            | 13 november 2015                               | België – Italië                                | 3 – 1                                          | Vriendschappelijk                              |                                                |
| 13.                                            | 17 november 2015                               | Italië – Roemenië                              | 2 – 2                                          | Vriendschappelijk                              |                                                |
| 14.                                            | 24 maart 2016                                  | Italië – Spanje                                | 1 – 1                                          | Vriendschappelijk                              |                                                |
| 15.                                            | 29 maart 2016                                  | Duitsland – Italië                             | 4 – 1                                          | Vriendschappelijk                              |                                                |
| 16.                                            | 29 mei 2016                                    | Italië – Schotland                             | 1 – 0                                          | Vriendschappelijk                              |                                                |
| 17.                                            | 6 juni 2016                                    | Italië – Finland                               | 2 – 0                                          | Vriendschappelijk                              |                                                |
| 18.                                            | 17 juni 2016                                   | Italië – Zweden                                | 1 – 0                                          | EK 2016                                        |                                                |
| 19.                                            | 22 juni 2016                                   | Italië – Ierland                               | 0 – 1                                          | EK 2016                                        |                                                |
| 20.                                            | 27 juni 2016                                   | Italië – Spanje                                | 2 – 0                                          | EK 2016                                        |                                                |
| 21.                                            | 2 juli 2016                                    | Duitsland – Italië                             | 1 – 1 (6 – 5 n.s.)                             | EK 2016                                        |                                                |
| 22.                                            | 1 september 2016                               | Italië - Frankrijk                             | 1 - 3                                          | Vriendschappelijk                              |                                                |
| 23.                                            | 5 september 2016                               | Israël - Italië                                | 1 - 3                                          | Kwalificatie WK 2018                           |                                                |
| 24.                                            | 6 oktober 2016                                 | Italië - Spanje                                | 1 - 1                                          | Kwalificatie WK 2018                           |                                                |

Bijgewerkt op 3 november 2017.

## Erelijst
| Competitie | Winnaar | Winnaar | Runner-up | Runner-up | Derde  | Derde  |
| Competitie | Aantal  | Jaren   | Aantal    | Jaren     | Aantal | Jaren  |
| Italië     | Italië  | Italië  | Italië    | Italië    | Italië | Italië |
| ---------- | ------- | ------- | --------- | --------- | ------ | ------ |
| EK voetbal | 1x      | 2020    |           |           |        |        |

2 Calabria  ·
4 Bennacer ·
7 Giménez ·
8 Loftus-Cheek ·
9 Jović ·
10 Leão ·
11 Pulisic ·
14 Reijnders ·
16 Maignan ·
17 Okafor ·
18 Zeroli ·
19 Hernández ·
20 Jiménez ·
21 Chukwueze ·
22 Emerson ·
23 Tomori ·
24 Florenzi ·
28 Thiaw ·
29 Fofana ·
31 Pavlović ·
42 Terracciano ·
46 Gabbia ·
57 Sportiello ·
80 Musah ·
90 Abraham ·
96 Torriani ·
Coach: Fonseca
· Assistent-coach: Ferreira
1 Buffon  ·
2 De Sciglio ·
3 Chiellini ·
4 Darmian ·
5 Ogbonna ·
6 Candreva ·
7 Zaza ·
8 Florenzi ·
9 Pellè ·
10 Motta ·
11 Immobile ·
12 Sirigu ·
13 Marchetti ·
14 Sturaro ·
15 Barzagli ·
16 De Rossi ·
17 Éder ·
18 Parolo ·
19 Bonucci ·
20 Insigne ·
21 Bernardeschi ·
22 El Shaarawy ·
23 Giaccherini ·
Coach: Conte
1 Sirigu ·
2 Di Lorenzo ·
3 Chiellini  ·
4 Spinazzola ·
5 Locatelli ·
6 Verratti ·
7 Castrovilli ·
8 Jorginho ·
9 Belotti ·
10 Insigne ·
11 Berardi ·
12 Pessina ·
13 Emerson ·
14 Chiesa ·
15 Acerbi ·
16 Cristante ·
17 Immobile ·
18 Barella ·
19 Bonucci ·
20 Bernardeschi ·
21 Donnarumma ·
22 Raspadori ·
23 Bastoni ·
24 Florenzi ·
25 Tolói ·
26 Meret ·
Coach: Mancini